# STS-41-F
STS-51-F, voluit Space Transportation System-51-F, is een geannuleerde space shuttlemissie in 1984. Ze werd geannuleerd omdat er vertraging was met de satelliet die uitgezet zou worden. Voor deze missie zou de Space Shuttle Discovery gebruikt zijn.